# Remyella
Remyella là một chi rêu trong họ Brachytheciaceae.